# Дудар Галина Михайлівна
Галина Михайлівна Дудар (нар. 29 січня 1961, м. Копичинці, Тернопільська область) — українська вчителька-методистка, майстриня народної творчости (2013). Членка Національної спілки майстрів народного мистецтва. Тернопільська обласна премія імені Ярослави Музики (2019). Дочка Михайла Фіцули.

## Життєпис
Галина Дудар народилася 29 січня 1961 року в місті Копичинцях, нині Копичинецької громади Чортківського району Тернопільської области України.
Закінчила фізико-математичний факультет Тернопільського державного педінституту імені Ярослава Галана (1983). Працювала учителем математики Тернопільської загальноосвітньої школи № 19 (1983—2024), нині — керівник гуртка «Українська витинанка» Тернопільського комунального закладу " Школа народних ремесел" (від 2024).

## Творчість
Персональні виставки в містах Тернополі (2014, 2016, 2019, 2021, 2023, 2024), 2025 , Вільнюсі (2015, Литва) у Закарпатському музеї народної архітектури і побуту в м. Ужгород  (2025)
Роботи зберігаються у фондах Тернопільського обласного краєзнавчого музею, Ягільницькому народному музеї; Тернопільського обласного художнього музею, в Могилів-Подільському Музеї витинанки,  у приватних колекціях у Німеччині, у національному музеї народного мистецтва в Польщі, у Купішскіському музеї Литви, в Історико-художньому музеї в Домо-Дєдово (Росія).
Автор ляльок-мотанок та книги «Дивовижний витинанковий світ» (2018).

## Галерея

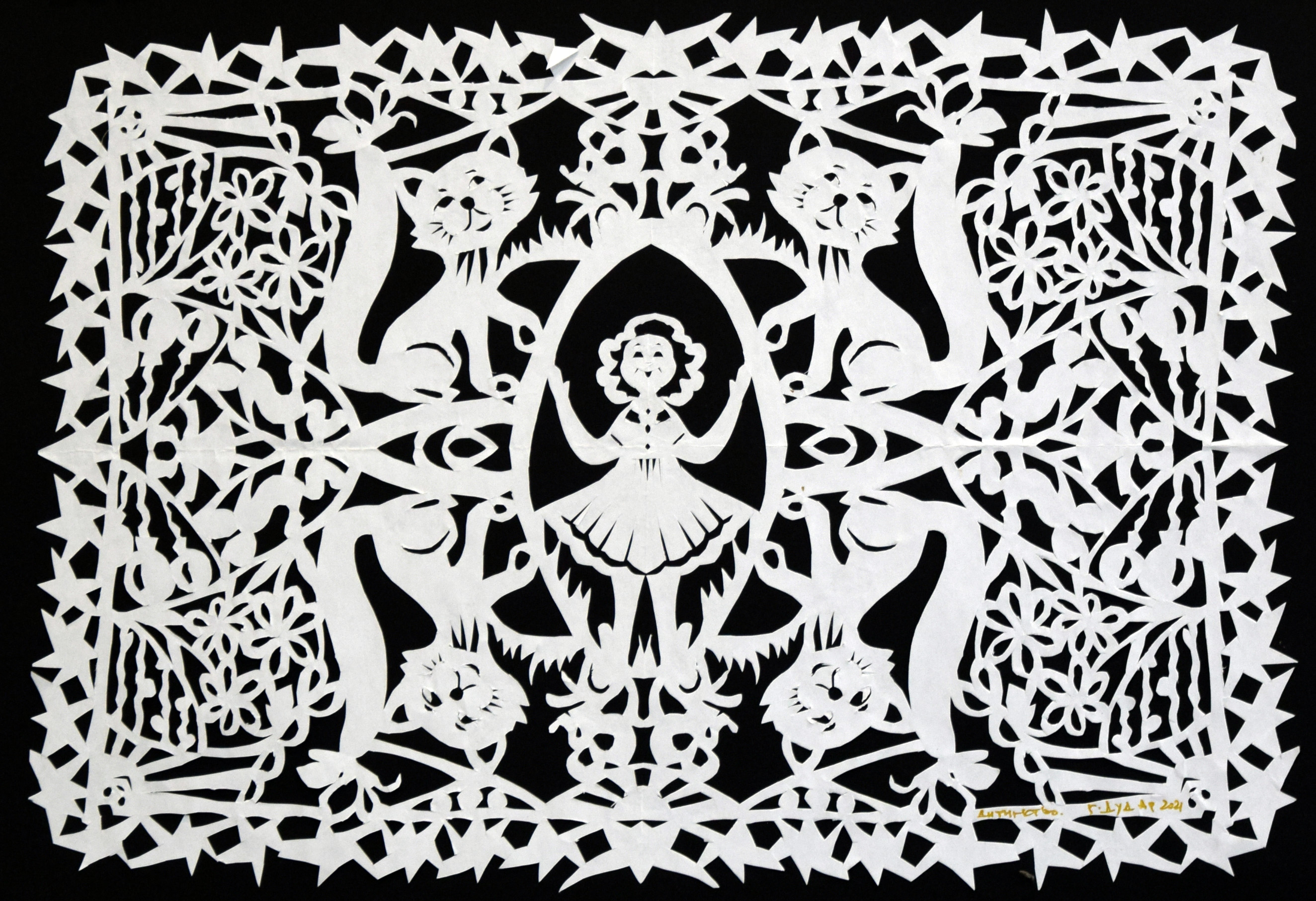
Дитинство
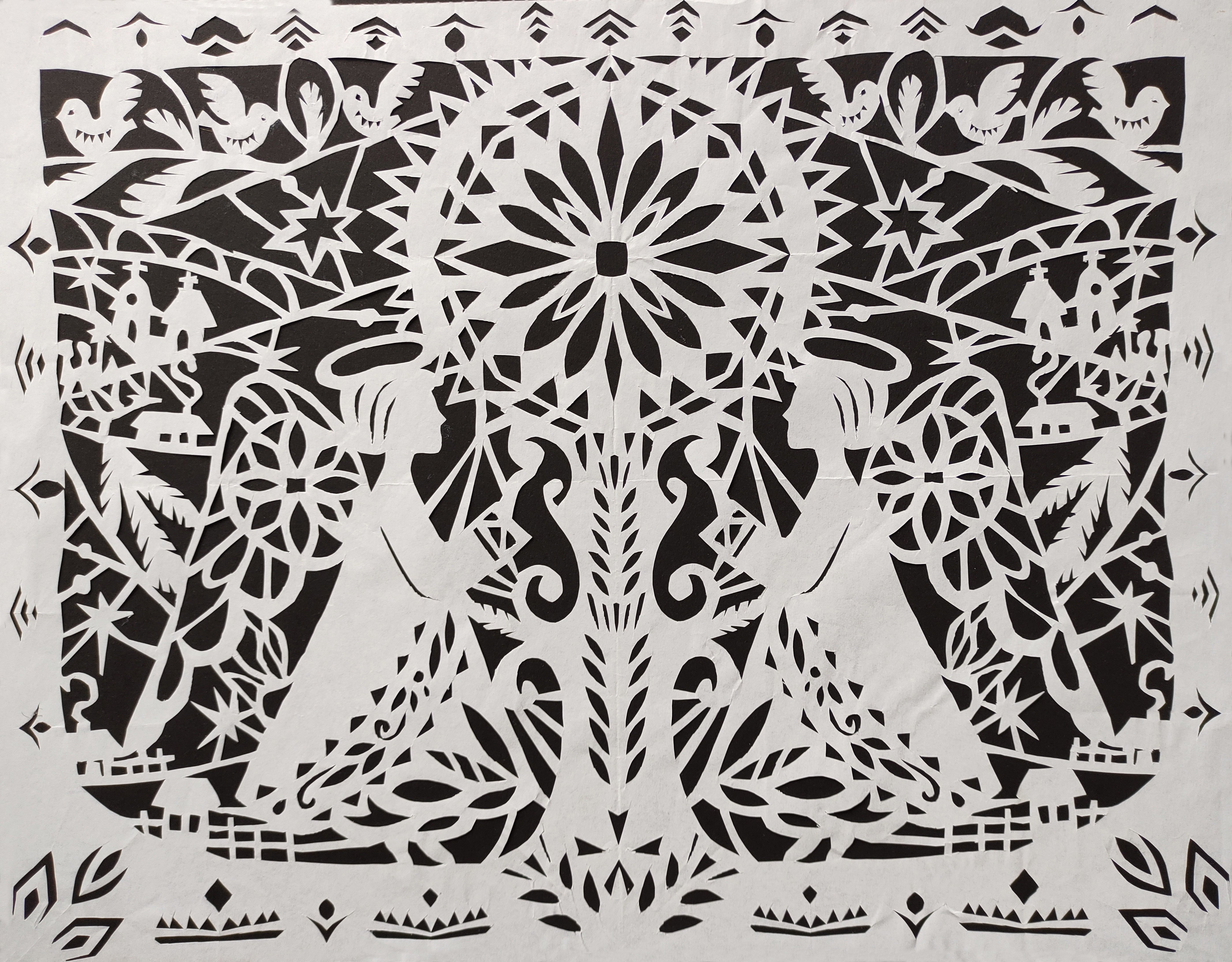
Різдвяна зірка запалала
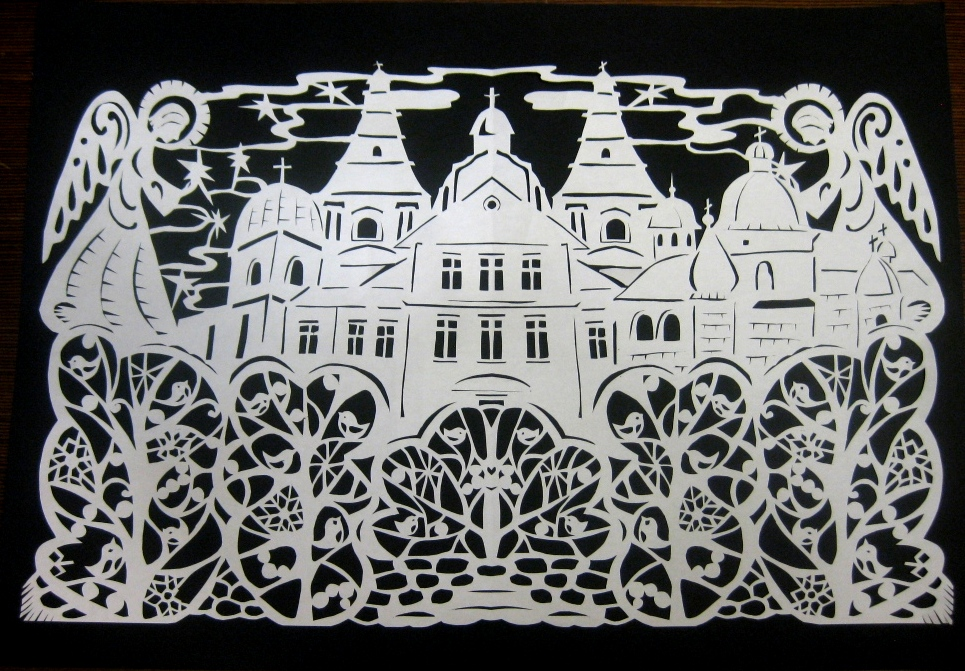
Різдвяна ніч на файним містом
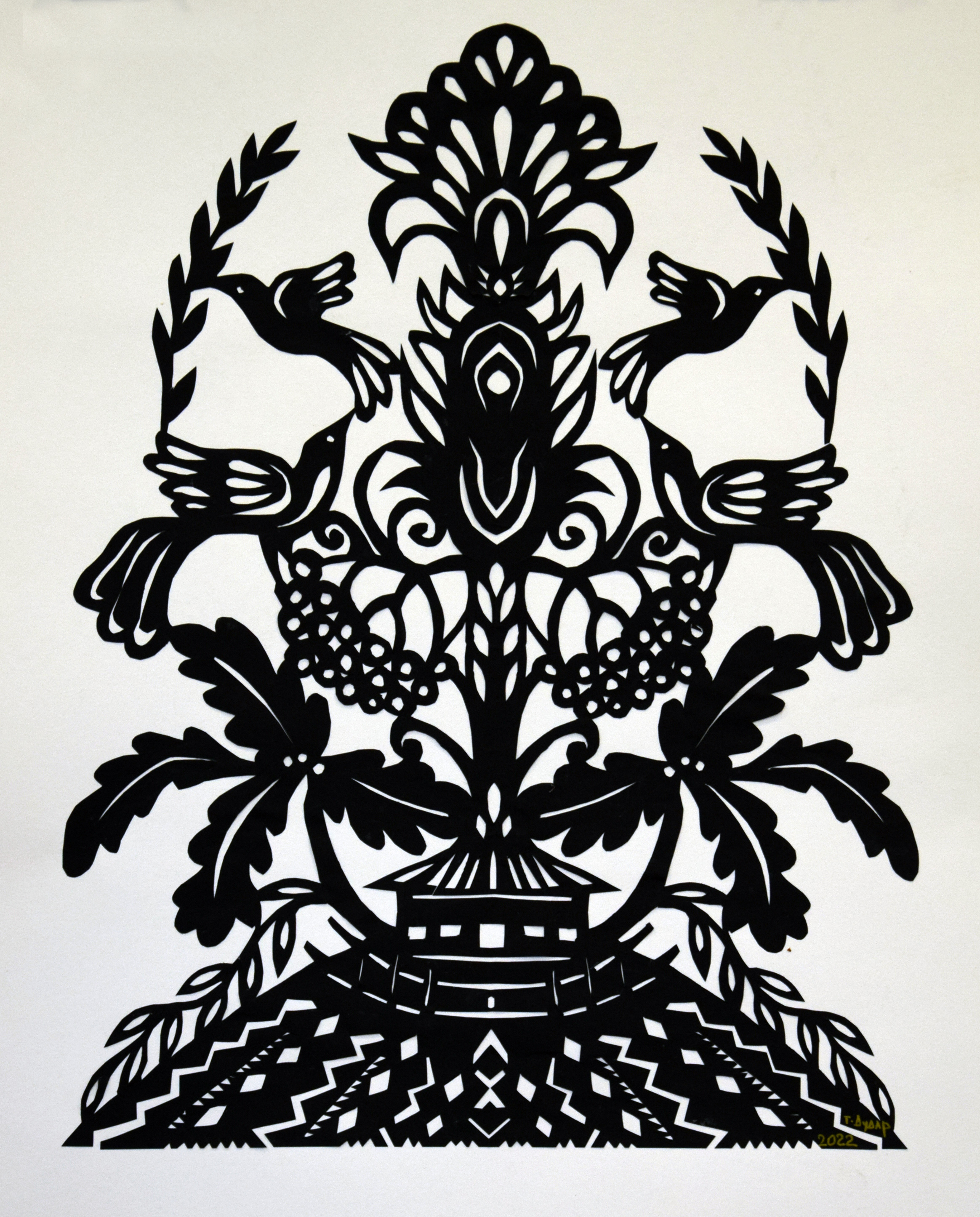
Оберіг рідного дому